# (336698) Melbourne
(336698) Melbourne ist ein im äußeren Hauptgürtel gelegener Asteroid, der am Tzec Maun Observatorium (IAU-Code D25) am 5. Februar 2010 entdeckt wurde.
Er wurde am 22. Juli 2013 nach Melbourne, der Hauptstadt des australischen Bundesstaats Victoria, benannt.